# Voetbalkampioenschap van Rijnhessen-Saar 1925/26
In 1925/26 werd het zevende voetbalkampioenschap van Rijnhessen-Saar gespeeld, dat georganiseerd werd door de Zuid-Duitse voetbalbond. 
FV Saarbrücken werd kampioen en plaatste zich voor de Zuid-Duitse eindronde. In een groepsfase met zes clubs werd Saarbrücken gedeeld vijfde. 

## Bezirksliga
| Plaats | Club                     | Wed. | W  | G | V  | Saldo | Ptn.  |
| ------ | ------------------------ | ---- | -- | - | -- | ----- | ----- |
| 1.     | FV 03 Saarbrücken        | 14   | 11 | 0 | 3  | 41:16 | 22:6  |
| 2.     | 1. FSV Mainz 05          | 14   | 10 | 1 | 3  | 37:26 | 21:7  |
| 3.     | 1. FC 1907 Idar          | 14   | 6  | 3 | 5  | 30:26 | 15:13 |
| 4.     | VfR Wormatia 08 Worms    | 14   | 7  | 1 | 6  | 28:33 | 15:13 |
| 5.     | SV Wiesbaden 1899        | 14   | 5  | 4 | 5  | 38:26 | 14:14 |
| 6.     | Borussia VfB Neunkirchen | 14   | 3  | 6 | 5  | 28:27 | 12:16 |
| 7.     | TSG 1901 Höchst          | 14   | 5  | 0 | 9  | 28:33 | 10:18 |
| 8.     | SpVgg 02 Griesheim       | 14   | 0  | 3 | 11 | 13:56 | 3:25  |

|  | Kampioen, geplaatst voor Zuid-Duitse eindronde |
|  | Degradatie                                     |

## Kreisliga

### Rhein-Main
| Plaats | Club                       | Wed. | W  | G | V  | Saldo | Ptn.  |
| ------ | -------------------------- | ---- | -- | - | -- | ----- | ----- |
| 1.     | FC Alemannia 05 Worms      | 16   | 12 | 1 | 3  | 67:13 | 25:07 |
| 2.     | FV Germania Wiesbaden      | 16   | 11 | 3 | 2  | 44:15 | 25:07 |
| 3.     | FV Biebrich 02             | 16   | 8  | 2 | 6  | 39:25 | 18:14 |
| 4.     | SC Borussia Rüsselsheim    | 16   | 7  | 4 | 5  | 48:33 | 18:14 |
| 5.     | FV Olympia 1915 Worms      | 16   | 8  | 2 | 6  | 38:28 | 18:14 |
| 6.     | SpVgg 02 Griesheim         | 16   | 8  | 1 | 7  | 39:49 | 17:15 |
| 7.     | FC Viktoria 07 Kelsterbach | 16   | 5  | 1 | 10 | 28:45 | 11:21 |
| 8.     | Viktoria 1910 Sindlingen   | 16   | 2  | 2 | 12 | 21:62 | 06:26 |
| 9.     | FC Germania 06 Schwanheim  | 16   | 3  | 0 | 13 | 16:68 | 06:26 |

|  | Play-off voor promotie |

Play-off promotie
|  |                       |       |                       |  |
|  | FV Germania Wiesbaden | 0 – 2 | FC Alemannia 05 Worms |  |
|  |                       |       |                       |  |

### Saar
| Plaats | Club                    |
| ------ | ----------------------- |
| 1.     | SC Saar 05 Saarbrücken  |
| 2.     | Viktoria 09 Neunkirchen |
| 3.     | Viktoria St. Ingbert    |
| 4.     | SpVg 05 Burbach         |
| 5.     | SpV Sulzbach            |

|  | Promotie |